# Medasina albidaria
Medasina albidaria là một loài bướm đêm trong họ Geometridae.